# Morten Tyldum
Morten Tyldum (Bergen, 19 de mayo de 1967) es un director de cine noruego. Educado en la Escuela de Artes Visuales de Nueva York, es conocido por sus mundialmente exitosas películas de suspenso Headhunters y The Imitation Game, lanzadas en 2011 y 2014, respectivamente. 

## Filmografía
| Año  | Título             |
| ---- | ------------------ |
| 2003 | Buddy              |
| 2008 | Fallen Angels      |
| 2011 | Headhunters        |
| 2014 | The Imitation Game |
| 2016 | Passengers         |
| 2020 | Defending Jacob    |

## Premios y nominaciones
Premios Óscar
| Año  | Categoría      | Película           | Resultado |
| ---- | -------------- | ------------------ | --------- |
| 2015 | Mejor director | The Imitation Game | Nominado  |